# Coronanthera pedunculosa
Coronanthera pedunculosa är en tvåhjärtbladig växtart som beskrevs av Charles Baron Clarke. Coronanthera pedunculosa ingår i släktet Coronanthera och familjen Gesneriaceae. Inga underarter finns listade i Catalogue of Life.